# Chelodina pritchardi
Espèce
Statut de conservation UICN

 VU  : Vulnérable
Chelodina pritchardi est une espèce de tortue de la famille des Chelidae.

## Répartition
Cette espèce est endémique de Papouasie-Nouvelle-Guinée.

## Étymologie
Cette espèce est nommée en l'honneur de Peter Charles Howard Pritchard.

## Publication originale
- Rhodin, 1994 : Chelid turtles of the Australasian Archipelago: I. A new species of Chelodina from southeastern Papua New Guinea. Breviora, no 497, p. 1-36 (texte intégral).